# Route nationale 88bis
Die Route nationale 88bis, kurz N 88bis oder RN 88bis, war eine französische Nationalstraße.
Die Straße wurde 1846 zwischen Le Puy und Vorey festgelegt wurde. Ihre Länge betrug 20 Kilometer. 1894 erfolgte eine Verlängerung bis einer Straßenkreuzung mit der Nationalstraße 103 bei Retournac; die Straße war aber erst 1903 dorthin durchgängig ausgebaut. Die Länge stieg auf 31,5 Kilometer.
1933 wurde die Streckenführung dann von der N 103 übernommen und damit verschwand aus dem Straßennetz Frankreichs. Ursprünglich war vorgesehen, die N 88bis durch das Tal der Loire bis zur Fähre in Confolent zu bauen, um damit eine Alternativstrecke zur N 88 zu erstellen, da im Winter der Col du Pertuis oft nicht passierbar war.